# Vladímir Maslachenko
Vladímir Nikítovich Maslachenko (Vasilkivka, Unión Soviética, 5 de marzo de 1936 - Moscú, Rusia, 28 de noviembre de 2010), fue un futbolista nacido en la actual Ucrania, se desempeñaba como guardameta.

## Carrera internacional
Internacional en los Mundiales de 1958 y 1962, Maslachenko siempre se vio a la sombra del legendario Lev Yashin en la portería de la selección de fútbol de la Unión Soviética. De hecho, no debutaría con los soviéticos hasta 1960.

## Clubes
| Club                       | País            | Año         | Partidos | Goles |
| FC Metalurg Dnipropetrovsk | Unión Soviética | 1953 - 1956 | 56       | 0     |
| FC Lokomotiv Moscú         | Unión Soviética | 1957 - 1962 | 119      | 0     |
| FC Spartak Moscú           | Unión Soviética | 1962 - 1968 | 196      | 0     |

## Palmarés
FC Lokomotiv Moscú
- Primera División de la Unión Soviética: 1962
- Copa de la Unión Soviética: 1957

FC Spartak Moscú
- Copa de la Unión Soviética: 1963, 1965

- Datos: Q576975
- Multimedia: Vladimir Maslachenko / Q576975